# 1935 Lucerna
1935 Lucerna este un asteroid din centura principală, descoperit pe 2 septembrie 1973 de Paul Wild.